# Mrkvová Lhota
Mrkvová Lhota (Duits: Mrkowalhota) is een Tsjechische plaats in de gemeente Louňovice pod Blaníkem, regio Midden-Bohemen, en maakt deel uit van het district Benešov. Het dorp ligt op 2,5 kilometer afstand van Louňovice pod Blaníkem.
Mrkvová Lhota telt 16 inwoners (2021).

## Geografie
De rivier de Blanice stroom langs het dorp.

## Geschiedenis
In 1960 werd Mrkvová Lhota, samen met Louňovice pod Blaníkem, ingedeeld bij het district Benešov.

## Verkeer en vervoer

### Autowegen
Er leidt een regionale weg naar het dorp.

### Spoorlijnen
Er is geen station in de gemeente. Het dichtstbijzijnde station is in Vlašim, op zo'n negen kilometer afstand. Dat station ligt aan de spoorlijn van Benešov naar Vlašim.

### Buslijnen
Er is geen bushalte in het dorp. De dichtstbijzijnde halte is in Světla, op zo'n 1,5 kilometer afstand:
| Halte                                  | Lijn(en) | Traject(en)     | Vervoerder(s) |
| -------------------------------------- | -------- | --------------- | ------------- |
| Louňovice pod Blaníkem, Rozchod Světlá | 550      | Vlašim - Votice | CŠAD Benešov  |

## Galerij

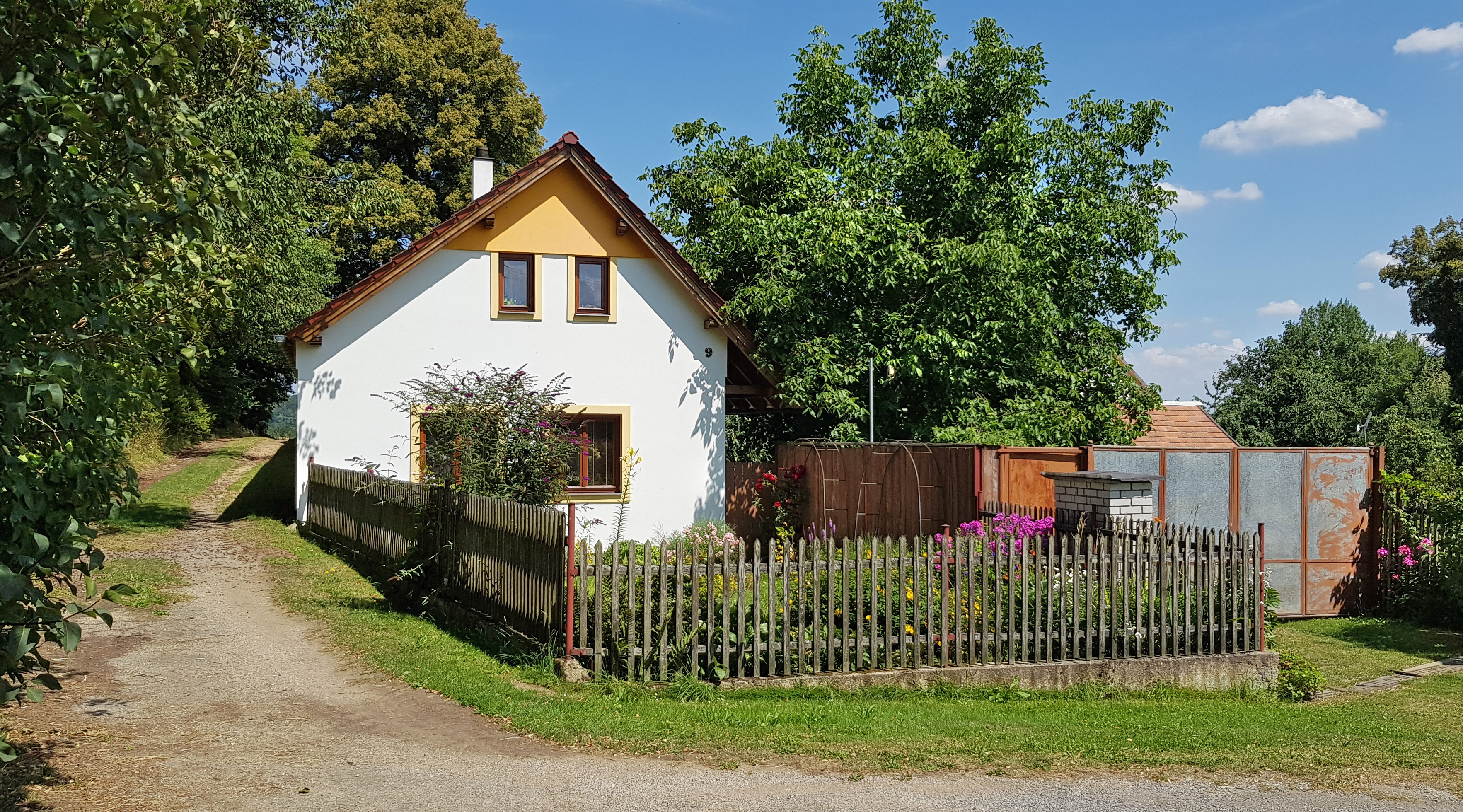
Huis in het dorp (2018)
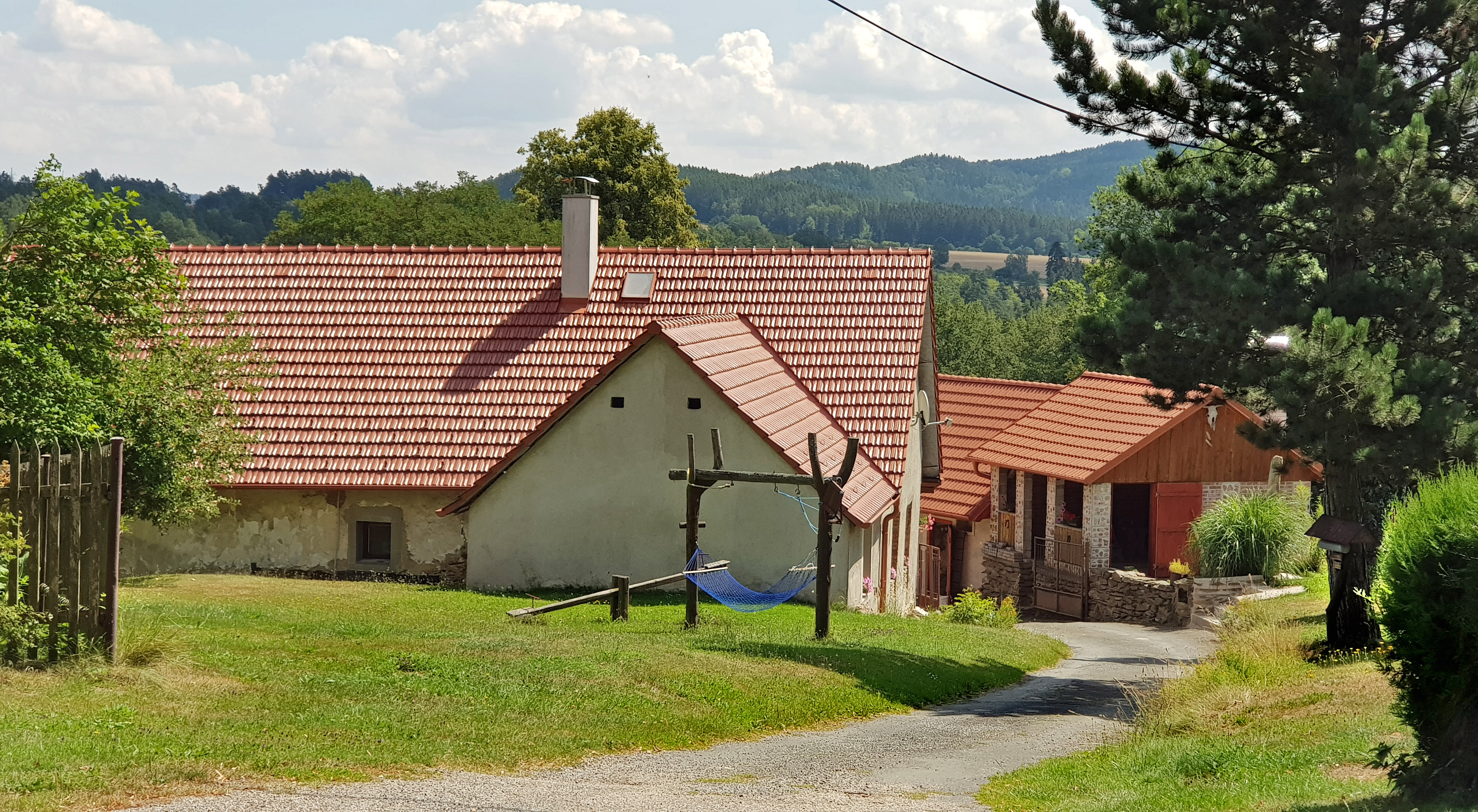
Huis in het dorp (2018)